# Теорія автоматичного регулювання
Теорія автоматичного регулювання — це наукова дисципліна, що вивчає процеси автоматичного управління об'єктами різної фізичної природи. При цьому за допомогою математичних засобів виявляються властивості систем автоматичного управління та розробляються рекомендації з їх проектування.
Предметом вивчення навчальної дисципліни є теоретичні основи автоматизації. Включає основні дані про термінологію і поняття автоматики. Локальні системи автоматичного регулювання і їх задачі. Об’єкти автоматичного регулювання. Структурні і функціональні схеми систем регулювання. Класифікація систем. Системи стабілізації, слідкування, програмні, екстремальні. Принципи регулювання за відхиленням, збуренням, комбіновані, адаптаційні. Функціональні схеми реалізації. Математичні характеристики елементів автоматики. Диференціальні рівняння, переда-вальні функції, частотні характеристики. Поняття типових ланок систем регулювання і їх характеристики. Типові з’єднання ланок. Поняття об’єкта регулювання і види впливів на нього. Класифікація об’єктів і їх динамічні характеристики. Криві розгону, графічна обробка статичних і астатичних об’єктів регулювання. Поняття регулятора. Класифікація. Уявлення про закони регулювання. Динамічні характеристики регуляторів і їх аналітичне та графічне подання. Структурні схеми регуляторів. Формування законів регулювання. Поняття перехідного процесу в САР. Показники якості перехідного процесу – динамічне і залишкове відхилення, квадратичний критерій якості, час регулювання. Типові перехідні процеси. Динамічний коефіцієнт регулювання. Вибір закону регулювання. Поняття стійкості систем регулювання. Критерії стійкості і їх перевірка.